# Urška Ferligoj
Urška Ferligoj (* 1526 in Grgar, Slowenien; † 1544 daselbst) auch bekannt als Schäferin Urška, war eine slowenische Schäferin und marianische Seherin.

## Kindheit
Das genaue Geburtsdatum Urškas ist unbekannt, da das Pfarrarchiv in Solkan, in dem die entsprechenden Aufzeichnungen verwahrt wurden, im Jahr 1600 abbrannte und die von den Franziskanern auf dem Heiligen Berg (Sveta Gora) aufbewahrten Dokumente verlorengingen. Nach mündlicher Überlieferung wurde Urška 1526 in Grgar als Tochter armer Bauern in einem Haus namens »Pri Piskovih« (»Bei den Töpfern«) geboren. Als junges Mädchen arbeitete sie als Schäferin. Häufig trieb sie ihre Schafe auf der Skalnica zur Weide, wo einst eine Kirche stand, die 1496 von den Türken zerstört worden war.

## Marienerscheinung
An einem Samstag im Juni nach Pfingsten des Jahres 1539 soll der Schäferin Urška auf der Skalnica die Jungfrau Maria mit dem Jesuskind auf dem Arm erschienen sein. Die Gottesmutter soll sie auf Slowenisch angesprochen haben: „Sage den Menschen, sie sollen mir hier ein Haus bauen und mich um Gnade bitten.“ Urška verbreitete die Botschaft in den umliegenden Dörfern und in Gorizia, was große Freude auslöste. Viele pilgerten in großer Zahl zum genannten Erscheinungsort, errichteten eine provisorische Kapelle und beteten vor einer Marienstatue, die nach Urškas Beschreibung von den Brüdern Francesco und Pietro Floreani aus Udine geschaffen wurde.

## Haft
Die Behörden verboten ihre Tätigkeit zunächst und nahmen sie dreimal in Haft; jedes Mal wurde sie der Überlieferung nach auf wundersame Weise von der Jungfrau Maria befreit. Der mündlichen Tradition zufolge war sie in den unterirdischen Verliesen des Solkaner Schlosses – des Herrenhauses Palač – eingekerkert. Nach der dritten Entlassung fand man sie im tiefen Gebet auf der Spitze der Skalnica; dies soll die Behörden von göttlichem Eingreifen überzeugt haben, sodass sie ihr gestatteten, die „himmlische Botschaft und die Erscheinungen“ zu verkünden. Am 11. Dezember 1540 stiftete der Statthalterstellvertreter von Görz, Hieronim Attems, Baugrund auf der Skalnica für eine künftige Kirche zu Ehren der Jungfrau Maria. Von weither pilgerten Menschen zum "Ort der Erscheinung" und staunten über die Berichte von Wundern. So wurde die Skalnica als Sveta Gora (Heiliger Berg) bekannt.

## Bau und Weihe der Kirche

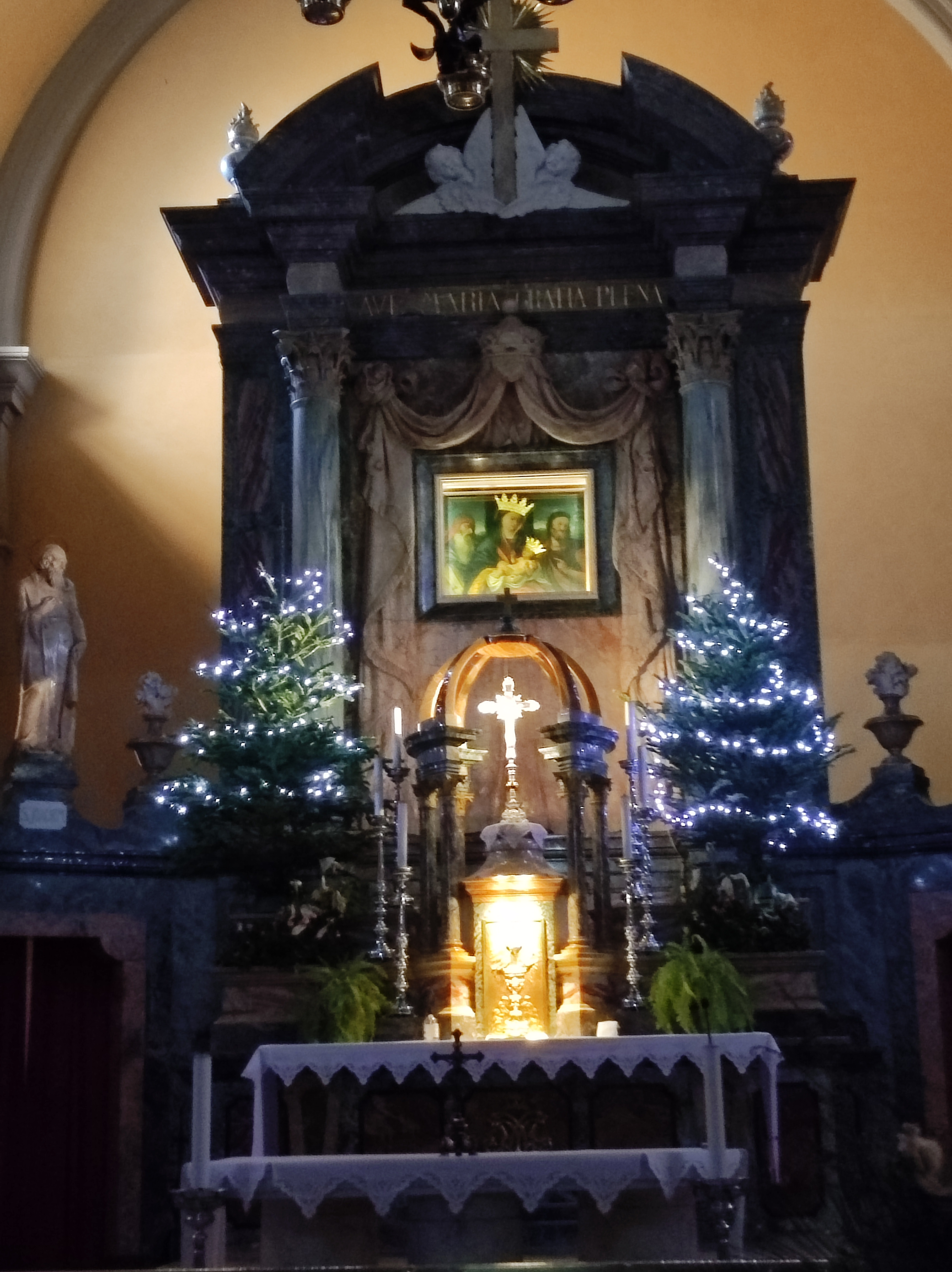
Hochaltar der Basilika auf dem Heiligen Berg (Sveta Gora)

Die Begeisterung für den Heiligen Berg war so groß, dass trotz schwieriger Umstände innerhalb von drei Jahren (1541–1544) ein eindrucksvolles Heiligtum auf dem Berg errichtet wurde. Patriarch Marco Grimani stiftete ein Gemälde der Gottesmutter mit dem Jesuskind, dem Propheten Jesaja und Johannes dem Täufer, ein Werk des Malers Jacopo Negretti. Am 12. Oktober 1544 wurde die Kirche vom Generalvikar des Patriarchen, Bischof Egidio Falcetta, geweiht. Urška wohnte der Weihe bei, war aber durch die Folgen der Haft stark geschwächt.

## Tod
Kurz nach der Weihe der Kirche auf dem Heiligen Berg erkrankte Urška schwer. Der Überlieferung nach senkte sich jeden Abend Nebel von der Kirche zu ihrem Haus, und die Gottesmutter soll sie besucht haben. Urška starb noch im selben Jahr. Im Moment ihres Todes beteten zwei Franziskanermönche in der Kirche auf dem Heiligen Berg. Sie wollen Urška, in Weiß gekleidet, zum Altar schreiten, gesehen haben, wo die Jungfrau Maria mit dem Jesuskind gestanden habe. Als Urška den Altar erreichte habe, habe die Jungfrau ihr einen weißen Kranz aufs Haupt gesetzt. Man nimmt an, dass die Schäferin Urška in der Nähe der Martinskirche in Grgar begraben liegt; dort erinnert heute ein Gedenkstein mit einem Mosaik der Erscheinung an sie.

## Drei wichtige historische Quellen

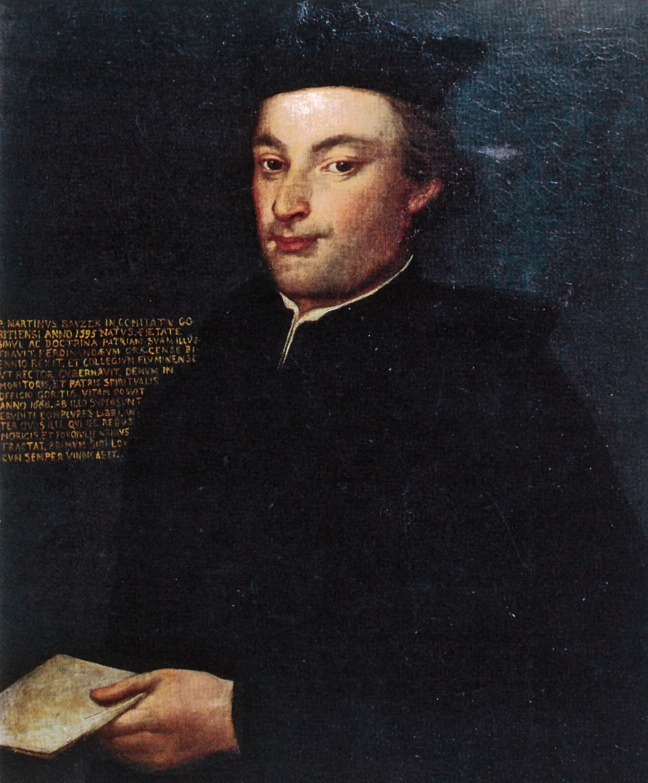
Martin Bavčer

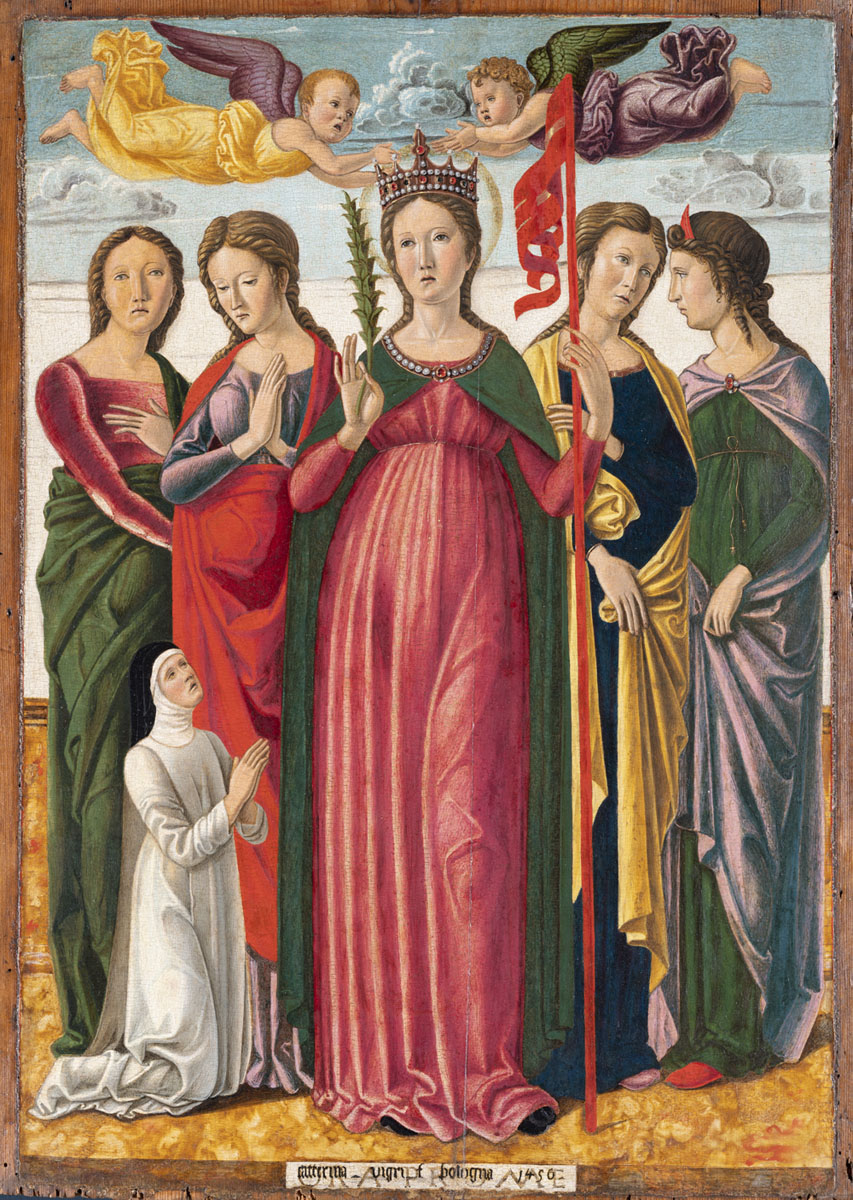
Heilige Ursula und vier heilige Jungfrauen, zugeschrieben Katharina von Bologna (um 1450)

Neben der starken mündlichen Überlieferung sind die drei wichtigsten historischen Quellen zur Schäferin Urška die Schriften der Historiker Franjo Glavinić (1648), Martin Bavčer (1657) und Gian Giacomo D'Ischia (1684). Alle drei nennen sie beim Namen: „Die fromme Schäferin namens Uršula aus Grgar“ (Franjo Glavinić), „Die Frau Uršula“ (Martin Bavčer), „Uršula Ferligojnica, eine arme Schäferin“ (Gian Giacomo D’Ischia). (Ihr Name Urška ist eine slowenische Form von Ursula; ihre Patronin war die heilige Ursula.) Martin Bavčer stützte sich auf Dokumente vom Heiligen Berg aus den Jahren 1630 bis 1640. Franjo Glavinić war 1639–1642 Guardian des Franziskanerklosters auf dem Heiligen Berg, als das erste Jahrhundert der Erscheinungen gefeiert wurde; als Forscher und Historiker hat er wahrscheinlich noch lebende Zeugen der Ereignisse gehört, nachdem er zuvor (1610–1613, 1616–1619 und 1619–1622) als Provinzial der Franziskanerprovinz Bosnien und Kroatien gedient hatte, zu der der Heilige Berg gehörte.

## In der Literatur
Die Schäferin Urška hat zahlreiche literarische Werke inspiriert. 1938 schrieb Joža Lovrenčič die Legende von Maria und der Schäferin Urška (Legenda o Mariji in pastirici Uršiki). 1939 wurde zur Einweihung einer Urška Ferligoj geweihten Kapelle in Grgar erstmals das Schauspiel Na Skalnici (Auf der Skalnica) von Dragotin Vodopivec aufgeführt. 1951 verfasste Ivo Česnik die Erzählung Das Lied des Heiligen Berges (Svetogorska pesem) über die Erscheinung. 1979 veröffentlichte die Schriftstellerin Zora Piščanc den Roman Schäferin Urška (Pastirica Urška), der Urškas Kindheit, die Erscheinung, ihre Haft und den Bau der Kirche auf dem Heiligen Berg erzählt; die Darstellung stützt sich auf historische Quellen und mündliche Überlieferung. 1994 veröffentlichten Berta Golob (Text) und Silva Karim (Illustrationen) das Malbuch Schäferin Urška (Pastirica Urška). 2006 folgte das Bilderbuch Schäferin Urška und die Königin des Heiligen Berges (Pastirica Urška in Svetogorska Kraljica) von Andraž Arko (Text) und Urša Skoberne (Illustrationen).

## Urškas Weg

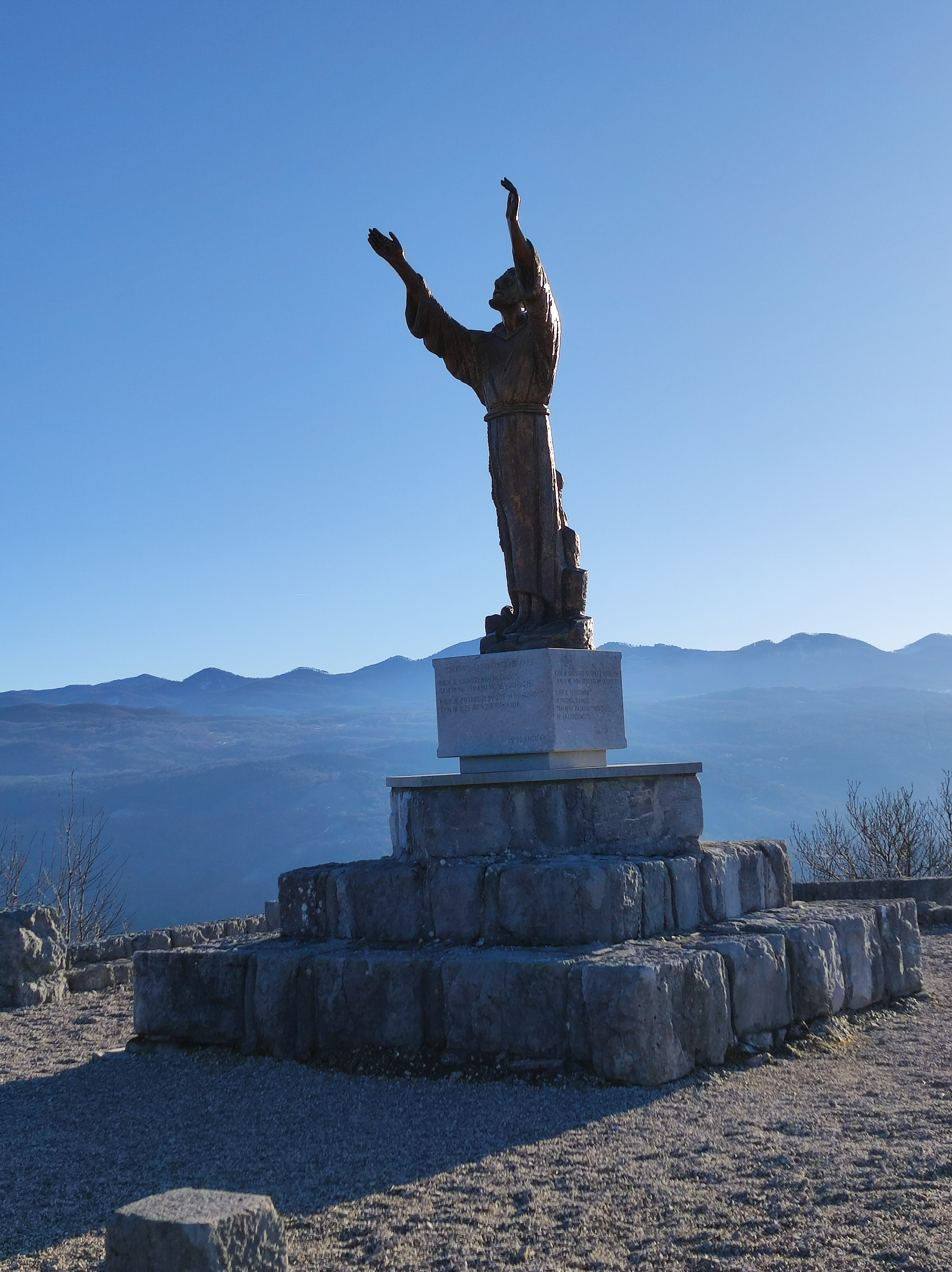
Statue des heiligen Franz von Assisi, Sveta Gora

Der „Urška-Weg“ ist ein thematischer Rundweg von Grgar zum Heiligen Berg (Sveta Gora). Er beginnt an der Martinskirche in Grgar und umfasst acht Stationen. Der Pfad führt durch den Westteil des Dorfes zum Geburtshaus Urškas, an dessen Stelle heute eine Kapelle steht. Kurz vor dem Ortsende führt eine breite Schotterstraße auf den Preški Vrh und weiter zur Basilika auf dem Heiligen Berg (682 m, der höchste Punkt der Route). Von dort reicht der Blick vom Adriatischen Meer bis zu den Julischen Alpen. In der Nähe der Basilika befindet sich das Marienmuseum, dem ein Raum der Schäferin Urška gewidmet ist. Der Weg führt an der Basilika vorbei zur Statue des heiligen Franz von Assisi mit Blick auf Grgar; anschließend fällt der Pfad steil nach Grgar ab und endet an Urškas mutmaßlichem Grab neben der Dorfkirche.